# 曹彰
曹 彰（そう しょう、中平6年（189年）/初平元年（190年）  - 黄初4年6月17日（223年8月1日））は、中国後漢末期から三国時代の魏の皇族、武将。字は子文。曹章とも表記される。後は任城威王と諡された。
父は曹操（四男、卞氏の子としては次男）。同母兄は曹丕。同母弟は曹植・曹熊ら。妻は孫賁の娘。子は曹楷・女子一人（魏の王昌の妻）。孫は曹温・曹悌ら。

## 生涯
187年(曹丕の出生年)から192年(曹植の出生年)の間に生まれた。
弓術と馬術に優れ、人並み外れた腕力を持ち、猛獣と格闘することができ、険阻な場所でも平気だった。曹操の征伐に付き従い、激しい気性を示した。
曹操は曹彰の気性を戒めるために学問を課したが、曹彰は側近に衛青・霍去病を目標としており博士になりたいのではないと洩らしたという。曹操が子供たちに目標を訪ねた時、曹彰は将軍として先陣を切り信賞必罰を旨とすると述べたので、曹操は大笑いした。
父が魏王に封建されると、鄢陵侯に封じられた。田豫がその相となった。
代郡では裴潜が去った後、後任者が統治を誤り、烏桓が反乱を起こした。曹彰は北中郎将・行驍騎将軍となり、田豫と共にこれを討伐した。出発に際して、曹操から遵法を戒められ、兄の曹丕からも曹仁を手本とするよう手紙で忠告された。
涿郡との境に来たところで烏桓と遭遇し、田豫の計略を用いて撃破した。曹彰は逃走する烏桓を追撃し、半日を超えて戦い続けた。曹彰が放った矢は必ず命中して敵を倒したが、曹彰の鎧にも数本の矢が当たった。やがて部下たちは疲労し、代郡を超えて追撃を続けるのは曹操の指示に反すると主張したが、曹彰は「勝利に専念すべきで、今がその好機であり、指示に従って敵を放置するのは良将とは言えない」とし、追撃を続行してこれを大破した。曹彰は通常の倍に当たる恩賞を将兵に与えたので、喜ばない将兵はなかった。鮮卑の軻比能が数万の騎兵を率いて形勢を伺っていたが、曹彰が敵対する勢力を全て撃ち破ったのを見て、曹操に服従することを決めたという。
長安の曹操に呼び寄せられた曹彰は、鄴を通った時に曹丕から、功績を挙げたことを自慢せず控えめに受け答えするよう助言された。曹彰が曹丕の助言通りに振舞うと、曹操は曹彰の鬚を手に取って「黄鬚」（こうしゅ、虎髭を生やしたような勇者の称号）と呼び、その成長を喜んだ。
曹操臨終の際には長安に駐屯していたため、父から早馬で呼び寄せられたが、その死に間に合わなかった。このため洛陽に到着した曹彰は、曹操死後を取り仕切っていた賈逵に対し、璽綬の在処を尋ねたが「貴方の尋ねるべきことではない」と反論されている。曹丕が帝位に即くと任城王に昇進したが、その優れた武勇を警戒され、冷遇されるようになった。
223年、30代前半の若さで、洛陽にて急死した。死後、威王と諡された。
河南省許昌市鄢陵県に曹彰の墓とされる塚があり、「曹操之子、曹彰之霊」と刻まれた石碑がある。